# Jannu
Le Jannu (ou Kumbhakarna), à 7 710 m d'altitude, est un prolongement de la longue arête occidentale du Kangchenjunga. C'est un sommet imposant et très raide avec une face Nord haute de 3 000 m qui présente des voies d'ascension réputées très difficiles.
Son nom officiel est Kumbhakarna, mais il est plus connu sous le nom de Jannu.

## Localisation
Situé en Himalaya, au Népal Oriental, dans le massif du Kangchenjunga Himal, le Jannu est le plus haut sommet de la région Kumbhakarna du Kangchenjunga Himal. Une longue arête à l'est le relie directement au Kangchenjunga.

## Caractéristiques
Le Jannu est le 32e plus haut sommet du monde. Il est surtout réputé pour sa grande difficulté technique.

## Historique

### Première de la voie par l'arête sud-est
En 1955, à Darjeeling, alors que les Français et les Anglais fêtent leur récente réussite respective au Makalu et au Kangchenjunga, les Français lancent le projet hardi de donner une nouvelle orientation aux expéditions himalayennes en s'attaquant à des sommets moins élevés mais beaucoup plus difficiles techniquement. Ils commencent à s'intéresser fortement au Jannu.
Une première reconnaissance est réalisée en 1957 par Guido Magnone, qui confirme le sérieux de l'entreprise. En 1959, une nouvelle équipe française, dirigée par Jean Franco, fait une tentative qui les mène au camp 6 jusqu'à 7 350 m, mais peu au-dessus de ce camp, ils sont arrêtés par la difficulté des passages de glace. En 1962, une nouvelle équipe encore plus forte qui comprenait entre autres Jean Ravier et dirigée par Lionel Terray revient au Jannu avec l'espoir de terminer la voie. Le 28 avril, Robert Paragot, Paul Keller, René Desmaison, et le Sherpa Gyalzen Mitchu prennent pied sur le sommet, suivis le lendemain par Jean Ravier, Lionel Terray, André Bertrand et le Sherpa Wangdi.

### Face nord
La face nord est gravie en 1976 par une équipe japonaise, dirigée par Masatsugu Konishi, mais en évitant le grand mur de granite qui mène droit au sommet.
L'alpiniste slovène Tomo Cesen revendique une voie effectuée en solo encore plus directe dans la face nord, mais faute de preuves tangibles et du fait de nombreux autres doutes quant à sa carrière, la communauté des alpinistes émet de sérieux doutes quant à la véracité des dires de Cesen.
En 2004, après une tentative ratée l'année précédente, une équipe russe dirigée par Alexander Odintsov réussit la directissime de la face nord traversant le grand mur de granite. Pour cette ascension, les Russes ont utilisé la technique du big-wall et d'ascension avec portaledge, ce qui est un exploit à une altitude de plus de 7 500 m et leur vaudra la distinction du Piolet d'or 2004. Cependant, les Russes ayant laissé beaucoup de matériel dans la paroi, cette ascension provoqua de vives discussions quant à la manière la plus éthique d'aborder dans l'avenir de telles voies.
En 2023, trois alpinistes américains, Alan Rousseau, Matt Cornell et Jackson Marvell, réalisent l'ascension de la face nord en style alpin, sans oxygène ni cordes fixes. Ils parviennent au sommet le 12 octobre, au sixième jour de leur ascension.

### Autres premières
- Première de l'éperon sud-ouest par une équipe française en 1983 par Luc Jourjon, Jean-Noël Roche et Roger Fillon.
- Première de l'arête nord-ouest par Valery Babanov et Serguey Kofanov durant l'automne 2007.